# Norddeich
Norddeich è un comune di 427 abitanti dello Schleswig-Holstein, in Germania.
Appartiene al circondario (Kreis) del Dithmarschen ed alla comunità amministrativa (Amt) di Büsum-Wesselburen.